# Liu Jianli
Liu Jianli (劉建立S, Liú JiànlìP; 4 aprile 1957 – Shanghai, 18 febbraio 2015) è stato un cestista cinese.

## Carriera
Con la Cina ha disputato i Giochi olimpici di Los Angeles 1984 e due edizioni dei Campionati asiatici (1983, 1985).